# Misiones españolas en Texas

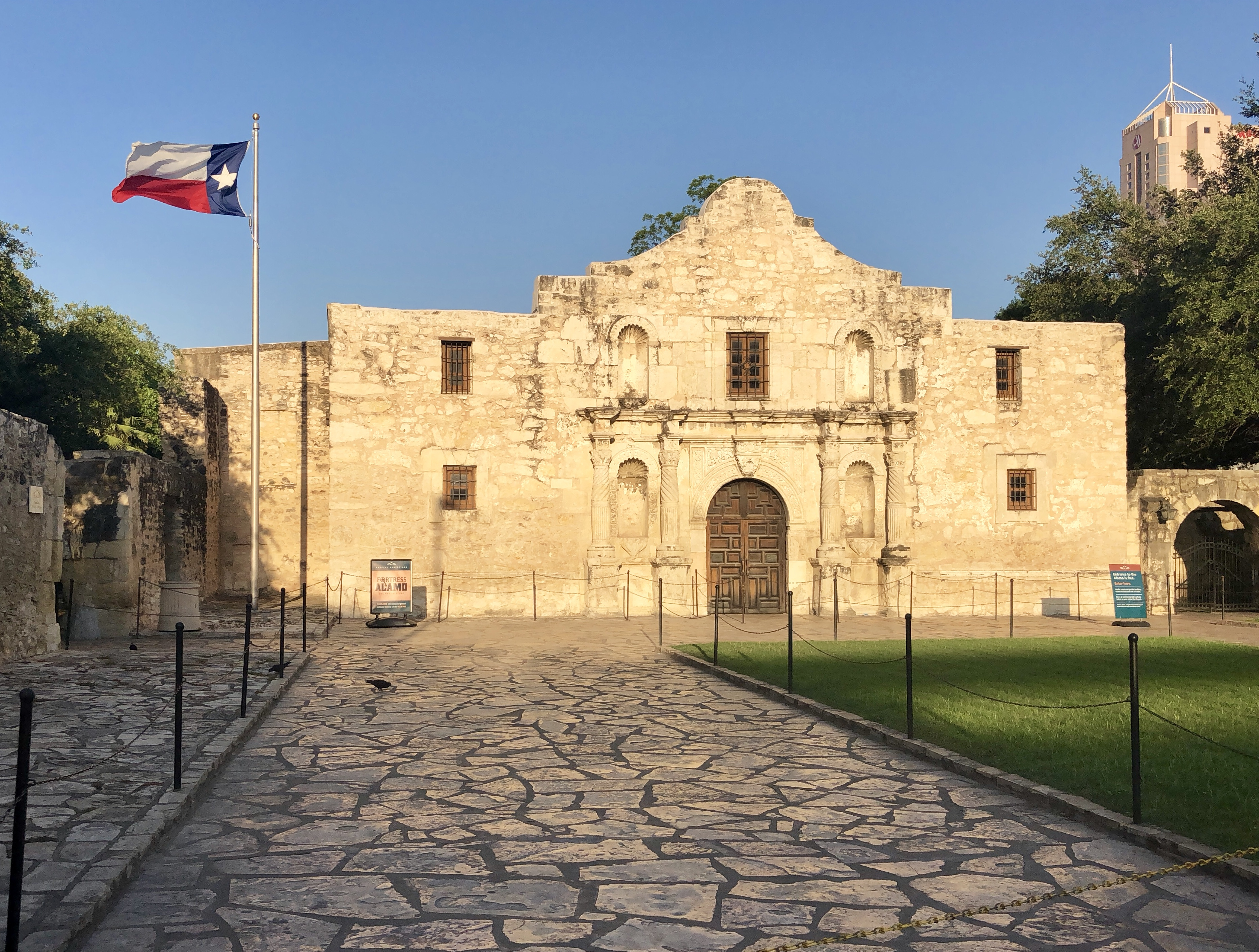
Misión El Álamo o San Antonio de Valero (1718), San Antonio, Texas.

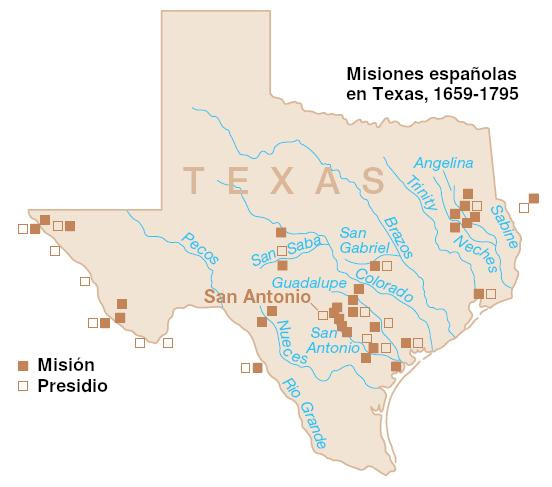
Misiones españolas en el actual estado de Texas

Las Misiones españolas en Texas comprenden una serie de poblaciones, como misiones católicas, establecidos por congregaciones como dominicos, jesuitas y franciscanos españoles para difundir la doctrina cristiana entre los naturales del lugar. Con la labor misionera se introdujeron productos de origen europeo como ganado, frutas, verduras, así como técnicas industriales en la región actualmente conocida como Texas. Además del presidio y el pueblo, la “misión” era una de las tres entidades principales contratadas por la corona española para extender sus fronteras y consolidar sus dominios de Ultramar. En total, se mantuvieron veintiséis misiones durante diferentes periodos de tiempo dentro de las fronteras del actual Estado de Texas.

## Contexto histórico
Desde 1493, la Corona de España mantuvo una serie de misiones en toda la Nueva España (territorio que abarcaba la actual México, así como grandes áreas actualmente en el oeste de Estados Unidos y Canadá así como de Centroamérica y las Antillas) a fin de facilitar el dominio en estas tierras.

### Expedición de Aguayo

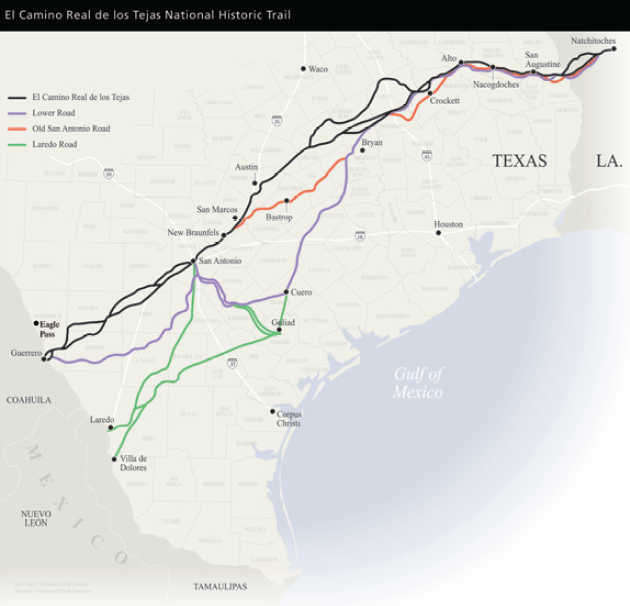
Las rutas de El Camino Real de los Tejas en Texas española.

Las misiones orientales de Texas fueron una respuesta directa al temor de intrusión francesa, cuando los restos del efímero fuerte San Luis, fundado por René Robert Cavalier, señor de La Salle, el 24 de marzo de 1685, fueron descubiertos cerca de la Bahía de Matagorda en 1689 por el gobernador de la provincia José de Azlor y Virto de Vera, marqués de San Miguel de Aguayo. Durante la Guerra de la Cuádruple Alianza de Inglaterra y Francia, que estaban alineados en contra de España, trató de hacerse cargo de los intereses españoles en la Nueva España.
En junio de 1719, siete franceses de Natchitoches, Luisiana habían tomado el control de la misión de San Miguel de los Adaes situada al este de Texas donde su único defensor desconocía que estos países estaban en guerra. Los soldados franceses explicaron que 100 soldados más irían llegando y los colonizadores españoles, los misioneros y los soldados restantes abandonaron la zona y huyeron a San Antonio de Béjar. Ese año, Azlor fue nombrado gobernador de las provincias de Coahuila y Texas. Se había ofrecido para usar su propio dinero para reconquistar Texas y levantó un ejército de 500 soldados. Su salida se retrasó un año, sin embargo se ocupó de los problemas contra los indios bárbaros en Coahuila y una sequía devastadora que mató a más de 80% de los caballos que había comprado para la expedición. La sequía acabó con unas lluvias torrenciales que hicieron el viaje imposible hasta finales de 1720. Justo antes de partir desde Monclova el 15 de noviembre de 1721, la guerra en Europa se detuvo y Felipe V les ordenó no invadir la Luisiana, sino encontrar una manera de recobrar el este de Texas sin usar la fuerza. La expedición llevaba consigo más de 3600 caballos, 900 mulas, 600 reses vacunas, 900 ovejas y muchas cabras, lo que constituyó la primera manada grande de "ganado" en Texas. Esto aumentó considerablemente el número de animales domesticados en Texas y marcó el inicio de la ganadería española en la región.

### La labor misionera
Siguiendo la política del gobierno, los misioneros franciscanos trataron de hacer que la vida en las comunidades de misión se asemejara mucho a la de los pueblos de España y la cultura española. Con el fin de convertirse en ciudadanos españoles y habitantes productivos, algunos nativos americanos aprendieron la lengua española. Como los arados, los utensilios agrícolas y el equipo para los caballos, bueyes y mulas se iba desgastando, las habilidades de herrería pronto se convirtieron en algo indispensable para reponerlas. También fueron precisas habilidades de confección para ayudar a vestir a los habitantes. Como los edificios se volvieron más elaborados, los ocupantes de la misión aprendieron albañilería y carpintería, bajo la dirección de los artesanos contratados por los misioneros.

En el contexto íntimamente supervisado de la misión se esperaba que los nativos americanos maduraran en el cristianismo y las prácticas políticas y económicas de España hasta que ya no fuera necesario un estatuto especial de misión. Entonces sus comunidades podrían incorporarse como tales en la sociedad colonial común. Esta transición del estado de misión oficial a la sociedad española ordinaria, cuando ocurría de manera oficial, era llamada “secularización”. En esta transición oficial, las propiedades comunales de la misión fueron privatizadas, la dirección de la vida civil se convirtió en un asunto puramente secular, y la dirección de la vida cristiana fue trasladada de las órdenes religiosas misioneras a la iglesia diocesana católica. Aunque la ley colonial no especifica un tiempo preciso para que esta transición tuviera efecto, el aumento de la presión para la secularización de la mayoría de las misiones se desarrolló en las últimas décadas del siglo XVIII.

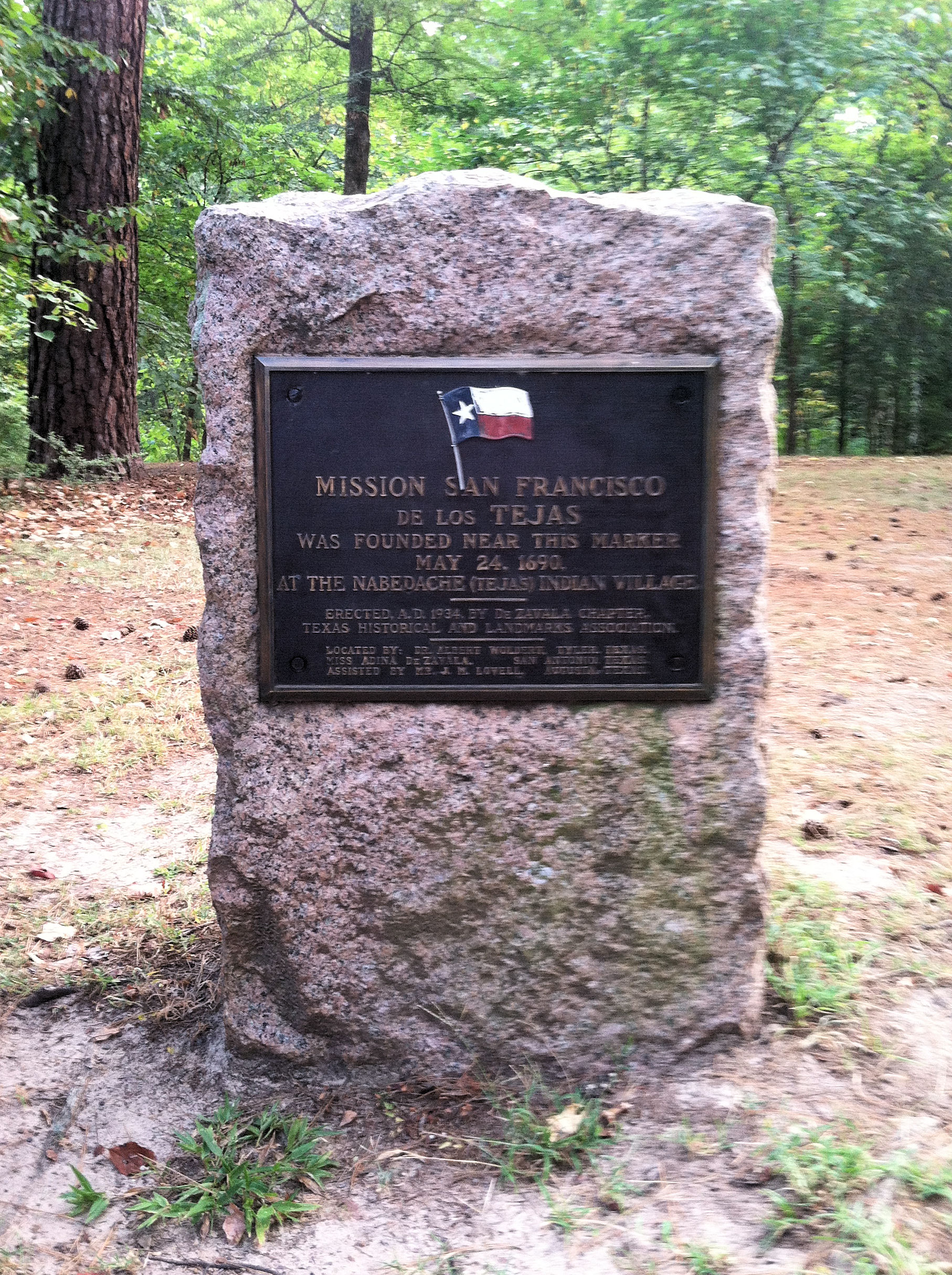
Marcador de la misión San Francisco de los Tejas (1690-1693) en Nabedache, Condado de Houston, Texas. Refundada sucesivas veces hasta la definitiva en 1731 como misión de San Francisco de la Espada.
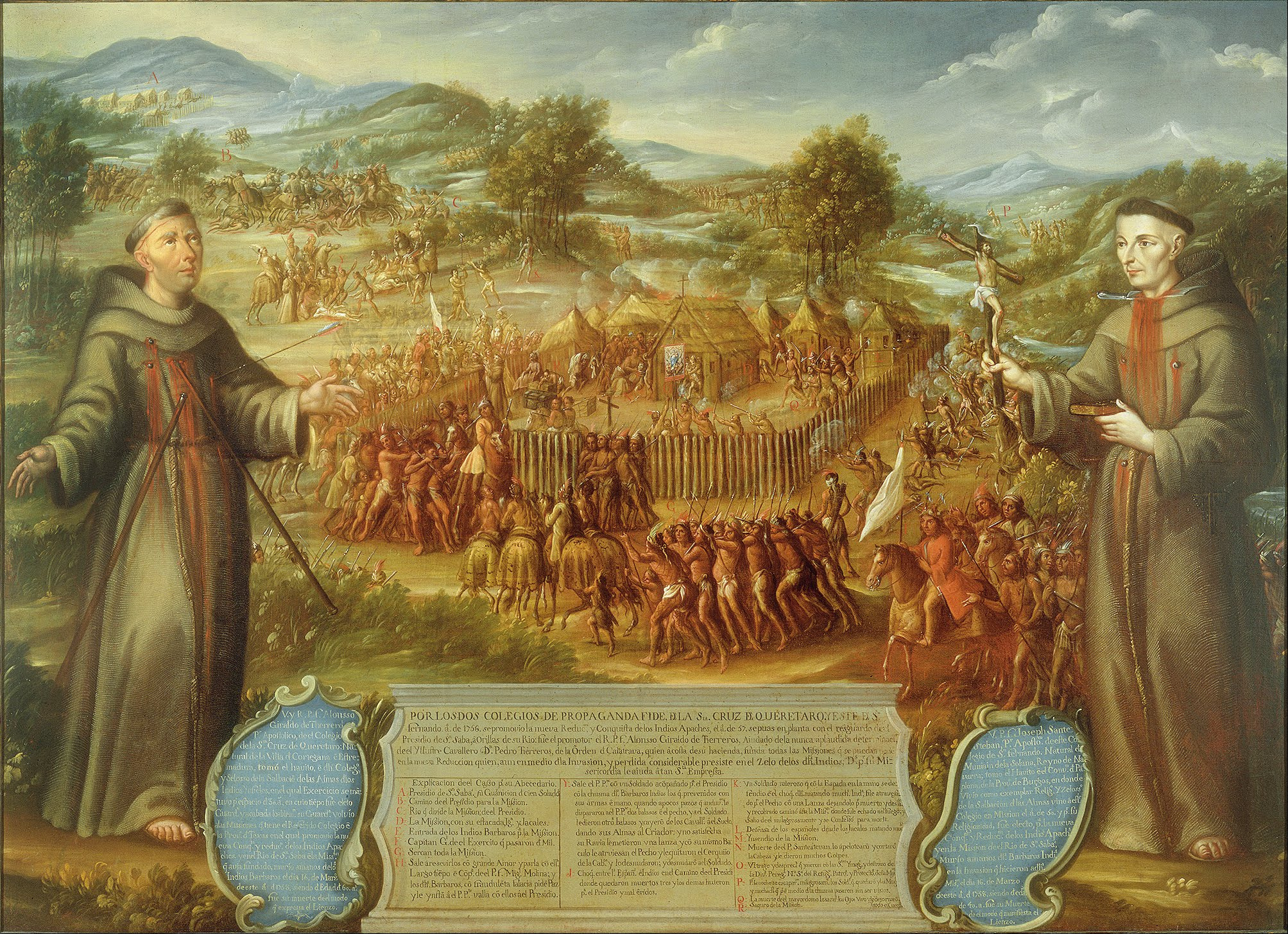
La destrucción de la misión de San Sabá en la provincia de Tejas. Autor: José Páez (Museo Nacional de Arte, México) (1756)
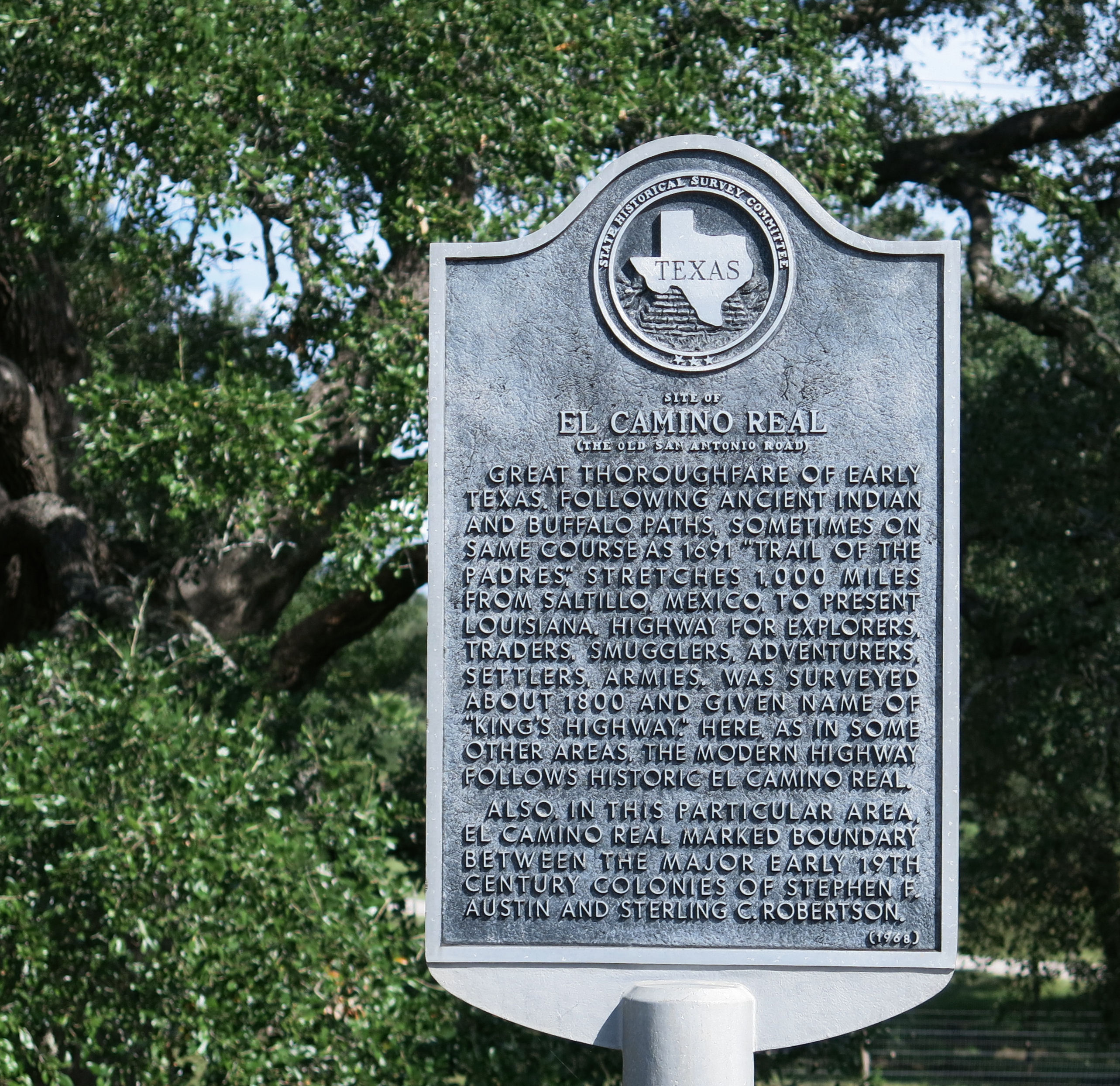
Marcador del Camino Real de los Tejas o Camino Viejo de San Antonio
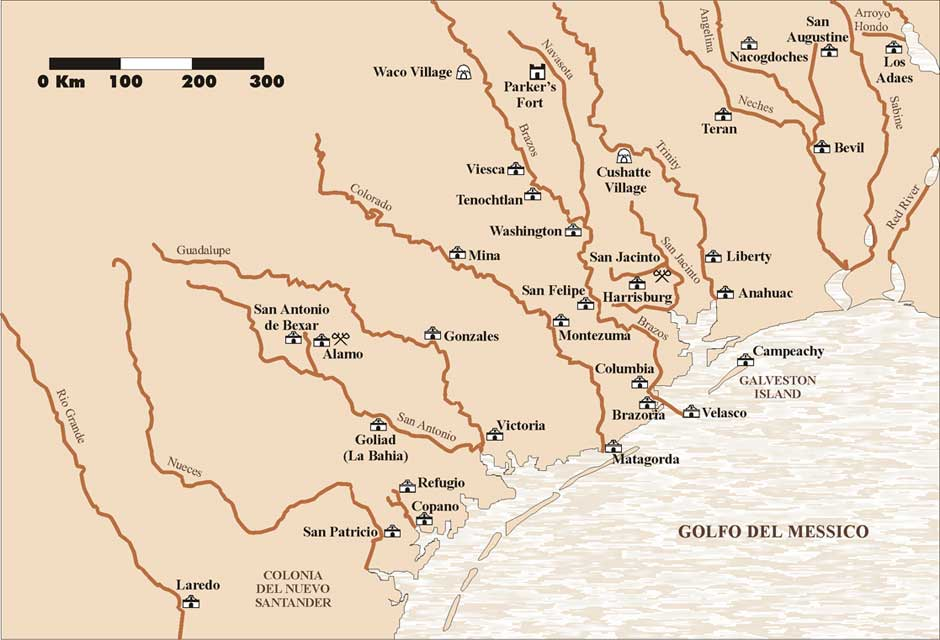
Localización de las misiones de Texas

Este sistema de misiones fue desarrollado en respuesta a los resultados a menudo muy perjudiciales de dejar en manos de la población española, formada por empresarios y militares, el control de las relaciones con los nativos americanos. Esto había dado lugar con demasiada frecuencia al abuso e incluso la esclavitud de los indios y una agudización del antagonismo. Al final, el sistema de misiones no era lo bastante fuerte políticamente hablando como para proteger a los nativos americanos contra el creciente poder de los ganaderos y otros intereses comerciales que buscaban el control sobre las tierras de misión y de la mano de obra representada por los nativos americanos. En los primeros años de la nueva República de México entre 1824 y 1830, todas las misiones que aún operaban en Texas fueron secularizadas oficialmente, con la única excepción de las ubicadas en el distrito de El Paso, que fueron entregadas solamente a los sacerdotes diocesanos en 1852.

## Dentro de los límites de Texas español
El Texas español era parte de la Nueva España. En su extremo sur, Texas estaba confinado por las Provincias Internas de Oriente: Coahuila, Nuevo Reino de León y Nuevo Santander, hoy los estados de Coahuila, Nuevo León y Tamaulipas. El límite entre las provincias se fijó en la línea formada por el río Medina y el río Nueces, 161 km al noreste del río Bravo (río Grande). En el este, Texas limitaba la Luisiana francesa. Aunque España alegó que el río Rojo formaba el límite entre los dos, Francia insistió en que la frontera era el río Sabinas, a 72 km al oeste.

### Misión de San Francisco de la Espada

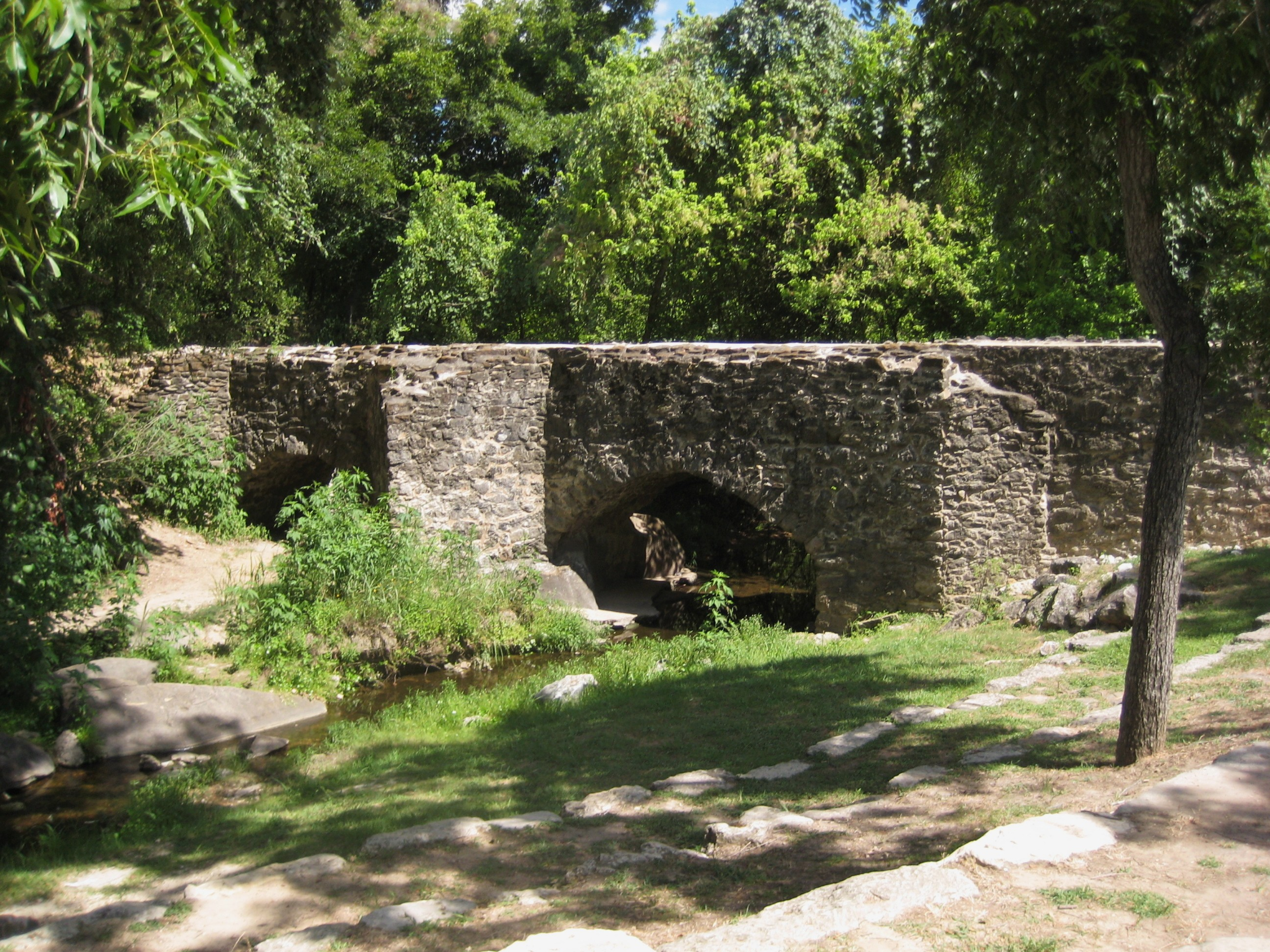
Acequia en la Misión Espada

La primera misión establecida dentro de los límites del Texas español fue la de San Francisco de la Espada. En 1689, las autoridades españolas habían encontrado los restos de un asentamiento francés, Fort Saint Louis. Durante su expedición, los españoles se reunieron con representantes de los pueblos caddo, que vivían entre los ríos Trinidad y Rojo. Los Caddos expresaron interés en aprender sobre el cristianismo, y al año siguiente Alonso de León dirigió una expedición para establecer una misión al este de Texas. Fue terminada cerca del pueblo hasinai de Nabedaches a finales de mayo y la primera misa se celebró el 1 de junio de 1690.
En sus dos primeros años de existencia, la misión se enfrentó a muchas dificultades, como las inundaciones y la sequía que destruyeron sus cultivos. Después de una epidemia que mató a la mitad de la población local, los Hasinais se convencieron de que los misioneros habían sido la causa del mal. Ante el temor de un ataque, el 25 de octubre de 1693 los misioneros enterraron la campana de la misión, incendiaron el edificio y se retiraron a México.
La misión fue restablecida el 3 de julio de 1716, como Nuestro Padre San Francisco de los Texas. En 1721, fue renombrada como la Misión de San Francisco de los Neches. Se trasladó en 1731 a San Antonio donde fue nombrada Misión de San Francisco de la Espada de nuevo. La estructura es ahora parte del Parque Histórico Nacional de Misiones de San Antonio gestionado por el Servicio de Parques Nacionales. Una representación conmemorativa de la Misión de San Francisco de los Texas, se encuentra en Weches en el Parque Estatal de la Misión de Texas.

### Misión Santísimo Nombre de María
La Misión Santísimo Nombre de María fue la segunda misión establecida por los españoles en el este de Texas. Fue realizada para la población de nativos neches. La misión comenzó en septiembre 1690, 10 km al noreste de la Misión de San Francisco. La misión consistía en una capilla de paja y una casa para el sacerdote. Fue destruida por una inundación en 1692.

### Misión de San Juan Capistrano

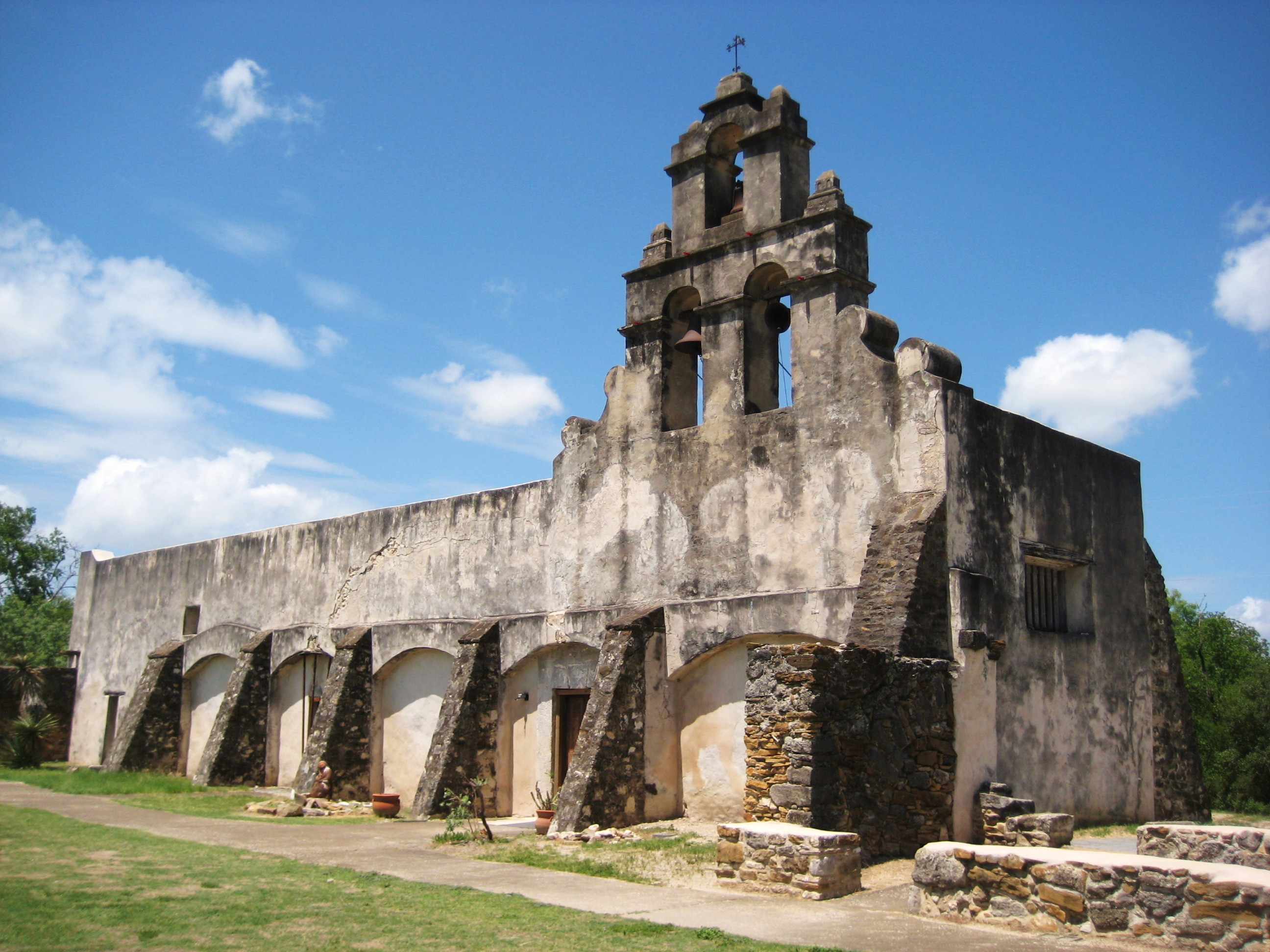
Misión San Juan Capistrano (Texas)

La Misión de San Juan Capistrano había sido conocida como la Misión de San José de los Nazonis en el este de Texas. Cuando la misión se trasladó a San Antonio en 1731, fue rebautizada con el fin de no crear confusión con la Misión de San José y San Miguel de Aguayo. Ubicada a 5 kilómetros al sur de la Misión de San José, San Juan Capistrano servía a los nativos coahuiltecos. Fue la más lejana de las misiones desde el presidio de Béjar y a menudo fue allanada por los apaches.
Por 1762, la misión consistía en una capilla de piedra con habitaciones para los sacerdotes y los soldados que vivían en la misión. Las habitaciones de adobe fueron construidas a lo largo de las paredes para albergar a los 200 nativos residentes. La misión fue secularizada en 1794, con la propiedad dividida entre los indios de las misiones restantes. Un sacerdote siguió celebrando servicios religiosos allí, pero las otras actividades de la misión terminaron. La iglesia fue restaurada y es ahora una parroquia activa.

### Misión Nuestra Señora de la Purísima Concepción de Acuña

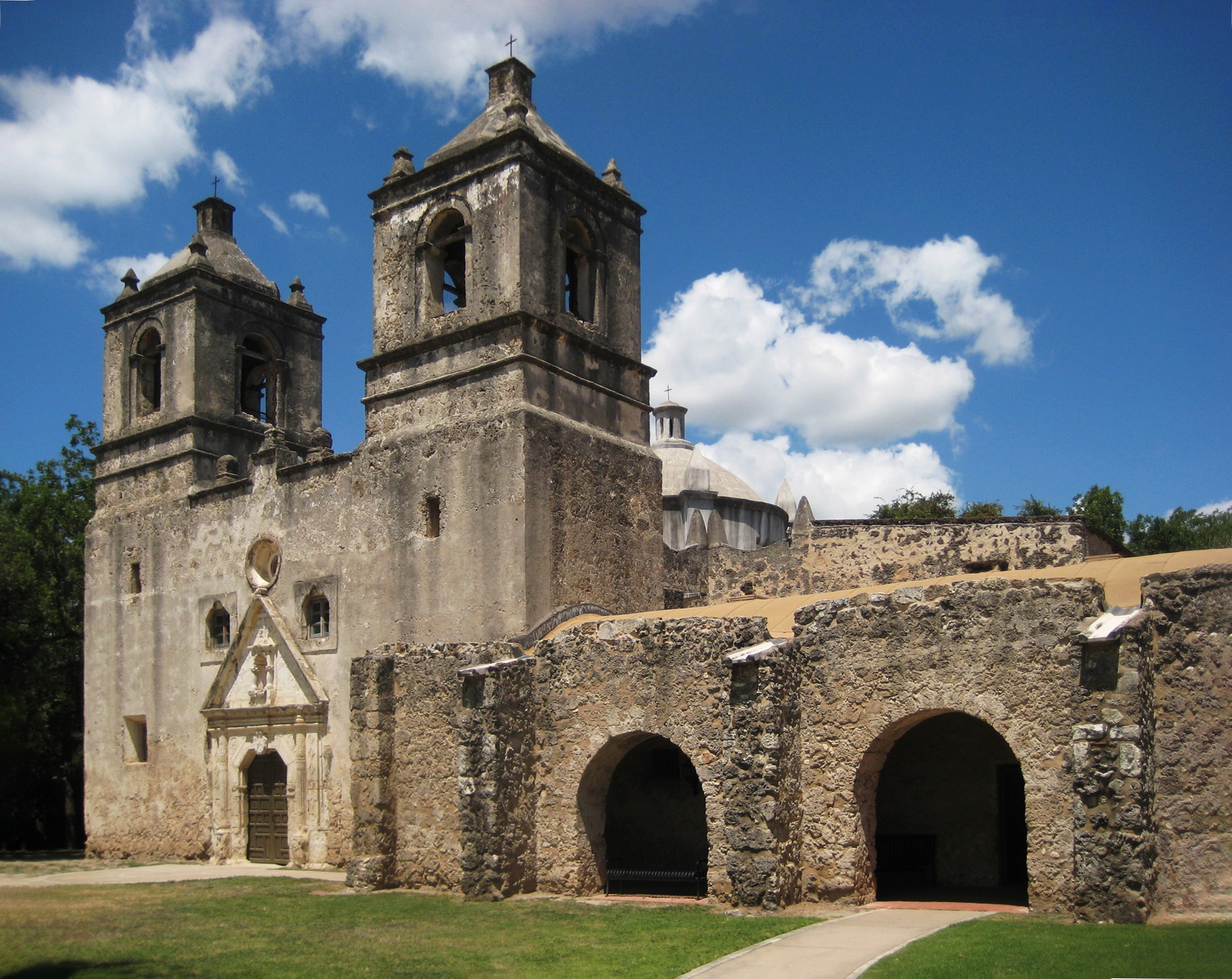
Frente de la misión Concepción

Esta misión se estableció originalmente en el río Angelina en el este de Texas en 1716 como la Misión de Nuestra Señora de la Purísima Concepción de los Ainais. Atendió a la tribu ainái. Fue cerrada a causa de la amenaza francesa y reabierta en 1721. En 1730, se trasladó temporalmente al actual Austin antes de mudarse a San Antonio en 1731, donde se llamó Misión Nuestra Señora de la Purísima Concepción de Acuña. El nombre fue cambiado debido a que la misión ya no atendía a la tribu ainái, y su nuevo nombre honraba al entonces virrey de México, Juan de Acuña y Bejarano.
La misión heredó las tierras de la ya cerrada Misión de San Francisco Xavier de Nájera, 5 km al sur de San Antonio de Valero. La mayoría de los nativos americanos en la misión eran coahuiltecos a los que no gustaba nada el duro trabajo de la vida en la misión. Los indígenas a menudo se escapaban y eran llevados de vuelta a la fuerza por soldados o por sacerdotes.
La construcción de la iglesia se terminó en 1755 y es el templo de piedra más antiguo sin restaurar existente en Estados Unidos. Está construido en forma de cruz, con paredes de 1.1 metros de espesor. La misión se cerró en 1794, con la propiedad siendo dividida entre los residentes nativos americanos, todos los cuales se habían marchado en 1800. Durante un tiempo, los edificios fueron utilizados como establos, pero en 1855 se les dio la tierra y la iglesia a los Hermanos de María, quienes la limpiaron y comenzaron a realizar servicios nuevamente. Ahora está abierta al público para la oración, y forma parte del Servicio de Parques Nacionales.

### Misión de San José de los Nazonis
La Misión de San José de los Nazonis fue la tercera misión establecida en el este de Texas en 1716. Situada cerca de una aldea nazoni, la misión estaba cerca del emplazamiento actual de Cushing, Texas. Aunque la misión se cerró después de que los franceses tomaran el presidio en Los Adaes, unos años después fue reabierta por el marqués de San Miguel de Aguayo. En 1730 se trasladó por espacio de unos meses a lo que hoy es Austin, Texas, cerca de Barton Springs antes de ser trasladada permanentemente a San Antonio, donde se la conoció como San Juan Capistrano.

### Misión Nuestra Señora de Guadalupe
La Misión Nuestra Señora de Guadalupe fue establecida en 1756 en el centro de Texas para servir a las tribus locales de Wacos y Tonkawas, congregadas cerca de las cabeceras del río Comal. Situada cerca de la actual New Braunfels, Texas, fue cerrada en 1758 debido a los repetidos ataques de los Comanches y nunca llegó a ser fortificada mediante un complemento de presidio.

### Misión Nuestra Señora de Guadalupe de los Nacogdoches
La Misión Nuestra Señora de Guadalupe de los Nacogdoches se estableció en 1716 en el este de Texas para servir a la tribu Nacogdoche. Se cerró varios años después a causa de las amenazas de la Luisiana francesa, pero volvió a abrir en 1721. Su existencia continuó hasta 1773 cuando el gobierno español ordenó que todo el este de Texas debía ser abandonado. En 1779, Antonio Gil Y'Barbo llevó a la zona a un grupo de colonos que habían sido retirados de Los Adaes para que se instalaran en los edificios vacíos de la misión. Así empezó la ciudad de Nacogdoches, Texas.

### Misión Nuestra Señora de los Dolores de los Ais
- Fundada en 1716-1717 en lo que actualmente es San Augustine, TX
- Cerrada en 1773

### Misión de San Miguel de Linares de los Adaes
La Misión de San Miguel de Linares de los Adaes fue la quinta misión establecida en el este de Texas en 1716-1717. Su objetivo era atender a los indígenas adaes (o adáis), a sólo 32 kilómetros al oeste del fuerte francés en Natchitoches, Luisiana. En ese momento España reclamó el río Rojo como límite oriental de Texas, por lo que la misión se considera parte del Texas español pese a estar ahora en territorio del estado de Luisiana.
La misión fue atacada por soldados franceses en 1719 y fue cerrada. Tres años después, el marqués de San Miguel de Aguayo la reabrió, pero en una ubicación más próxima al Presidio de los Adaes. Permaneció abierta hasta 1773.

### Misión San Antonio de Valero / El Álamo

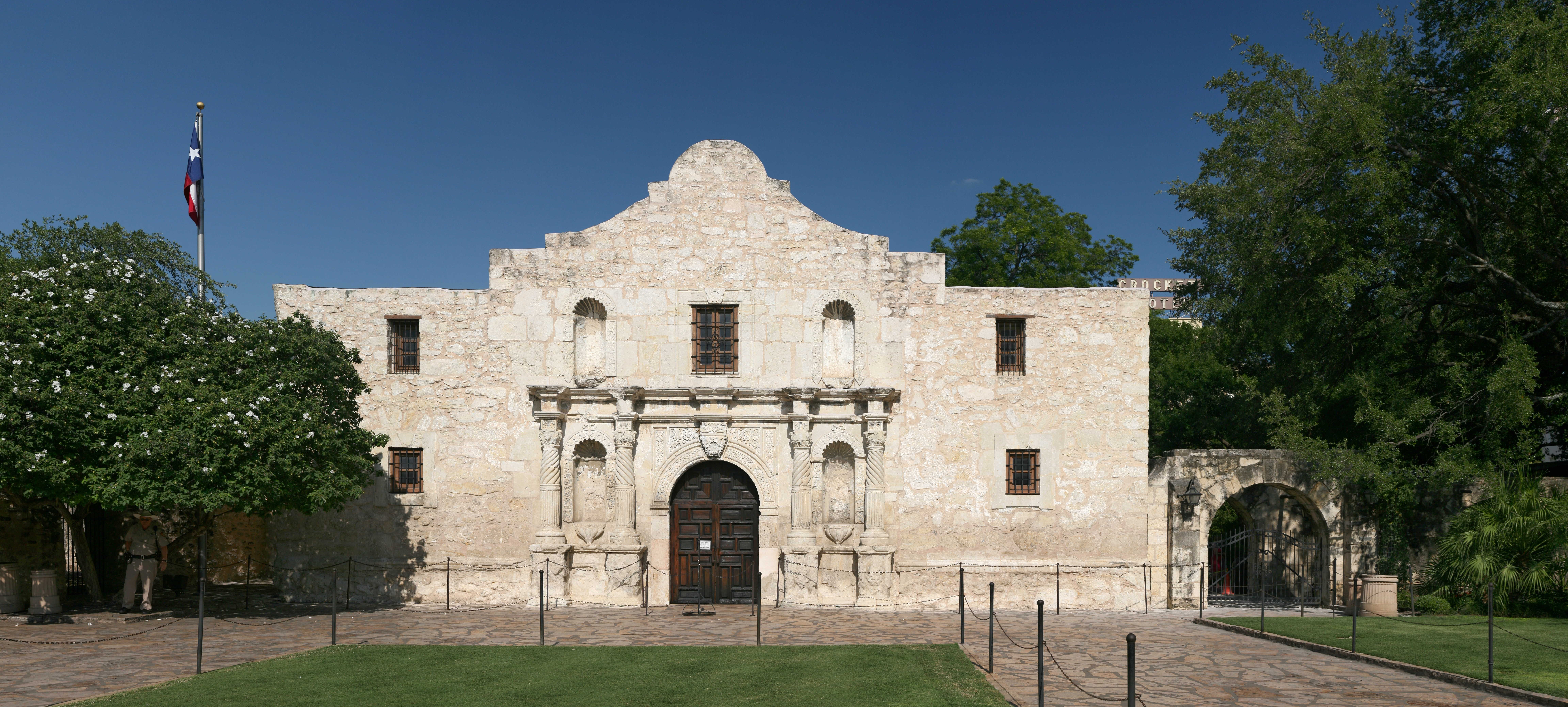
Misión San Antonio de Valero (El Álamo)

La Misión de San Antonio de Valero fue establecida el 1 de mayo de 1718 como la primera misión española a lo largo del río San Antonio. Aunque, en realidad, era la misión de San Francisco Solano situada en el río Grande y fundada en 1703, pero trasladada desde el río Grande y renombrada por San Antonio de Padua, patrono del fundador de la misión, el padre Antonio de San Buenaventura y Olivares, así como por el virrey de la Nueva España, el marqués de Valero. La misión fue abandonada en 1783 y más tarde, sus muros y edificios sirvieron de acuartelamiento a la Compañía Volante del Álamo de Parras, originando el nombre por el que sería conocida: El Álamo.
Su primera ubicación fue en el ojo de agua dónde nace el arroyo de San Pedro, actualmente llamado San Pedro Springs, pero tras un huracán que la arrasó fue trasladada al río San Antonio, a 4 kilómetros al sur del lugar original. Las primeras construcciones de la misión fueron hechas de adobe. Lo que queda de la misión es únicamente la capilla erigida en 1744 y la mayor parte de su estructura original ya no existe ya que fue transformada por los militares estadounidenses como almacén, quienes añadieron la parte superior de la portada que nada tiene que ver con una iglesia católica. La misión llegó a contar con un granero, corrales, casa de trabajo y habitaciones para los sacerdotes y los nativos. Para protegerse de los frecuentes ataques de los Apaches, levantaron un muro de piedra que rodeaba la misión. Fuera de la muralla había tierras de cultivo y ranchos propiedad de la misión.
La misión sirvió a los nativos americanos hasta 1783 cuando las actividades de la misión concluyeron. En ese momento la tierra y el ganado fueron divididos entre los 39 indios que permanecían en la misión. Los edificios más tarde sirvieron como hogar para la Compañía Volante de San Carlos de Parras. Durante la Revolución de Texas, en 1836, los muros sirvieron de protección para los rebeldes durante la batalla de El Álamo.  La construcción es ahora propiedad del estado de Texas y operados como memorial por las Hijas de la República de Texas.

### Misión de San José y San Miguel de Aguayo

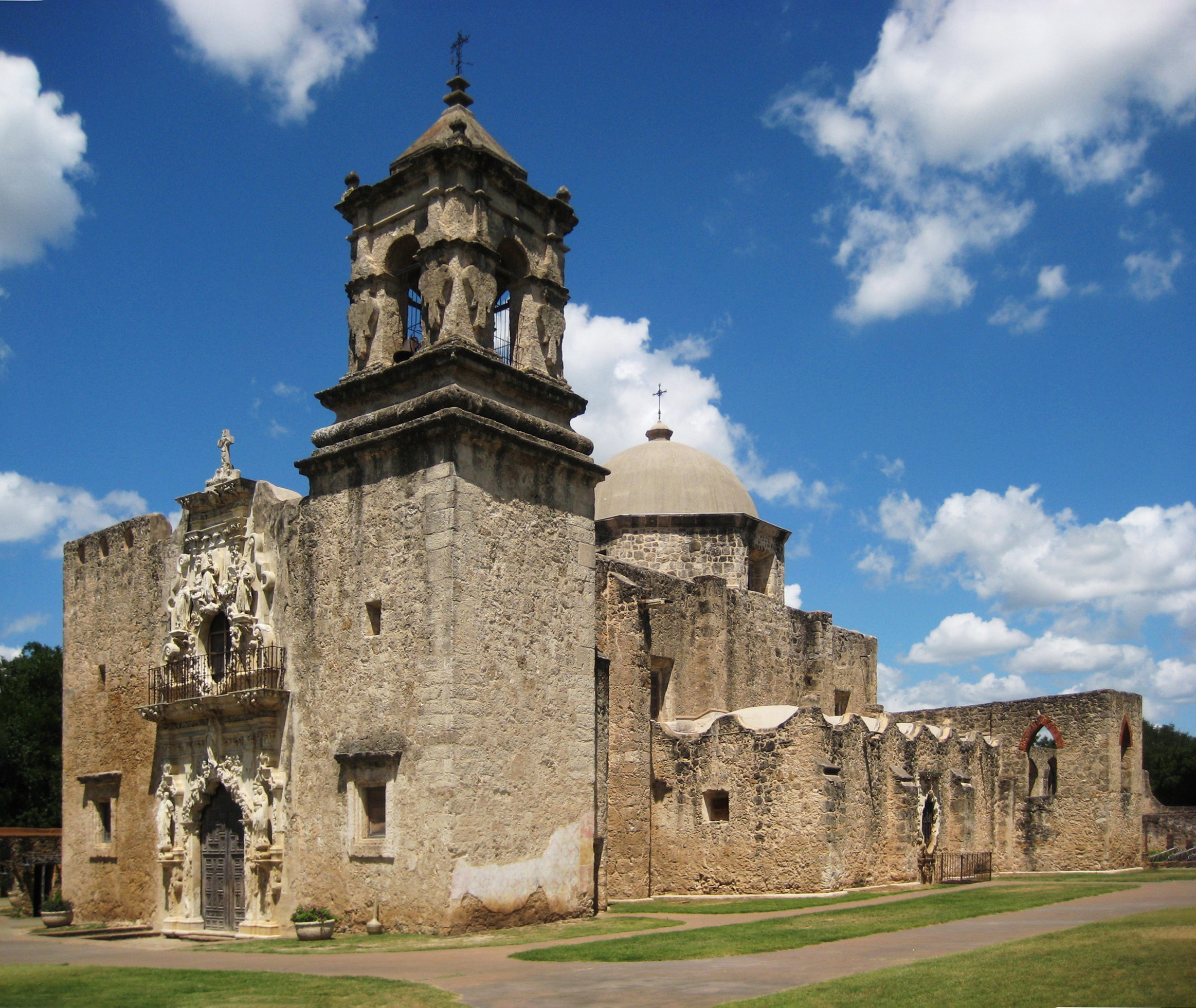
Misión San José y San Miguel de Aguayo

Poco después de su fundación, la misión San Antonio de Valero se convirtió en un hacinamiento con los refugiados de las misiones del este de Texas que habían cerrado, y el padre Antonio Margil recibió permiso del gobernador de Coahuila y Texas, el marqués de San Miguel de Aguayo, para construir una nueva misión. El 23 de febrero de 1720, la nueva misión, San José y San Miguel de Aguayo fue establecida 8 km al sur de San Antonio de Valero. Al igual que San Antonio de Valero, la Misión de San José sirvió a los nativos coahuiltecos. Las primeras construcciones fueron hechas de palma, paja y barro, pero no tardaron en ser reemplazadas por grandes estructuras de piedra, incluyendo las habitaciones, oficinas, un comedor y una despensa. Un grueso muro exterior fue edificado alrededor de la parte principal de la misión, y se construyeron espacios para 350 indios en las paredes.
Una nueva iglesia, que sigue en pie, fue construida en 1768 con piedra caliza local. Las tierras de la misión fueron cedidas a los indios en 1794, y las actividades de la misión terminaron oficialmente en 1824. Después de eso, los edificios pasaron a ser el hogar de soldados, vagabundos y bandidos. Fue restaurada en la década de 1930 y ahora es un sitio histórico estatal y nacional.

### Misión Nuestra Señora del Espíritu Santo de Zúñiga

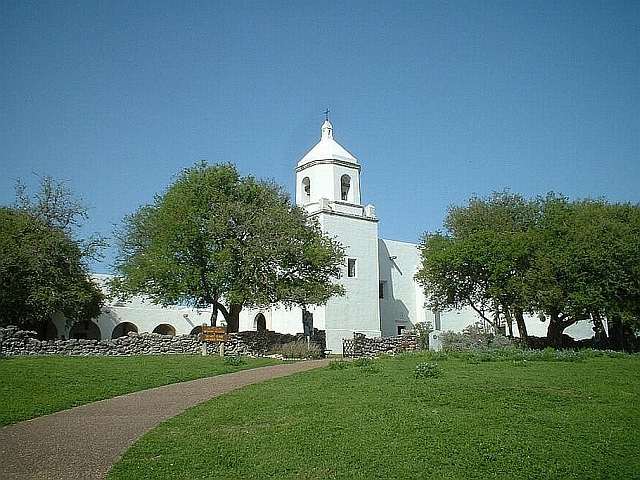
Misión La Bahia

- Establecida en 1722 en Bahía de Matagorda entre los indios karankawas.
- Trasladada en 1726 cerca de Victoria.
- Trasladada en 1749 a La Bahía (hoy Goliad, Texas).
- La misión se convirtió en el primer gran rancho de reses en Texas, con cerca de 40 000 cabezas de ganado que pastaban libremente en el apogeo de la producción alrededor de 1778. Los grandes rebaños de cuernos largos y mustangs eran atendidos por los indios vaqueros de la misión. También crecieron las grandes cosechas de granos, frutas y verduras para apoyar a los residentes y el comercio con los demás. El ganado vacuno y ovino era comerciado con las otras misiones en Texas y Luisiana.
- Secularización oficial final en febrero de 1830
- Restauración de las ruinas por el Cuerpo Civil de Conservación y la Administración de Progreso de Obras en la década de 1930.
- Actualmente es un parque histórico operado por el estado de Texas y el Departamento de Parques y Vida Silvestre de Texas.

### Misión de San Francisco Xavier de Nájera
La Misión de San Francisco Xavier de Nájera fue establecida en 1722 en San Antonio, como resultado de una promesa hecha por el marqués de San Miguel de Aguayo, el gobernador de Texas español. El año anterior, Aguayo había pedido al El Cuilón (también conocido como Juan Rodríguez) el jefe de los Ervipiames e influyente entre muchas de las otras tribus de nativos Ranchería Grande, como los Yojuanes y los Mayeyes, que le guiara hacia el este de Texas para reabrir allí las misiones; a cambio, Aguayo se comprometió a abrir una misión a lo largo del río San Antonio de la tribu del jefe. La nueva misión se estableció 5 km al sur de San Antonio de Valero y en un principio fue poblado por cincuenta familias bajo el liderazgo de El Cuilón. Las familias no se quedaron mucho tiempo, y por 1726 la misión se cerró. Sus tierras fueron posteriormente entregadas a la Misión de Nuestra Señora de la Purísima Concepción de Acuña.

### Misión de Santa Cruz de San Sabá
- Fundada en 1757 por los misioneros franciscanos.
- Vivían entre los Apaches Lipanes.
- Fue el primer lugar en el que los españoles y los Comanches entraron en un conflicto.
- Destruida por unos 2000 guerreros comanches y sus aliados en marzo de 1758.
- A pesar de que la misión desapareció, el vecino Presidio de San Luis de las Amarillas permaneció hasta 1772.

### Misión Nuestra Señora del Rosario
- Fundada en 1754 6.4 km al oeste de La Bahía para servir a varias tribus karankawas.
- La misión desarrolló un vasto sistema de cría ganadera.
- En 1781 el ganado fue trasladado a la Misión de Nuestra Señora del Espíritu Santo de Zúñiga.
- Rosario se combinó formalmente con la Misión de Nuestra Señora del Refugio el 7 de febrero de 1807.
- Rosario no fue secularizada hasta 1828, con la orden ejecutada oficialmente en 1831.
- Actualmente las ruinas son un sitio arqueológico designado como parque histórico del estado y están custodiadas por el Departamento de Parques y Vida Salvaje del estado de Texas.

### Misión de San Francisco Xavier de los Dolores
- Establecida en 1755.
- Pedro de Rábago y Terán hizo que la misión se estableciera allí.
- Situado en la cabecera del río San Marcos en el Condado de Hays.
- El pueblo apache se reunía en este sitio.
- Los activos fueron transferidos a la Misión de Santa Cruz de San Sabá en 1756.

### Misión Nuestra Señora de la Luz
- Establecida en 1756
- Situada cerca de la desembocadura del río Trinidad al norte de Wallisville en el Condado de Chambers.
- Destruido por los nativos karankawas y trasladada más al norte. Enfermedades y ataques de los indios causaron que la misión fuera reubicada mucho más lejos hacia el norte por el río Trinidad 65 km al sur de Dallas.
- Esta misión prosperó en el ganado y la agricultura empresarial. Era la misión número 27 en Texas. España se redujo su influencia en Texas y México se hizo cargo de esta misión. La diócesis católica mexicana de Guanajuato, México se hizo cargo de las operaciones de la misión en Texas con algunas excepciones. La Misión fue aislada de México y comenzó a hacer comercio con los diferentes grupos de indios, franceses y estadounidenses. Los sacerdotes de la misión llamaron "Río de la Santísima Trinidad" al río Trinity.

### Misión Nuestra Señora del Refugio
- Establecida el 4 de febrero de 1793 al este de Texas.
- Movida en junio de 1794 a Mosquito's Creek.
- Movida en enero de 1795 hasta Refugio.
- El 7 de enero de 1830, la orden oficial de la secularización fue finalmente ejecutada y Refugio fue abandonada.
- Los materiales de las ruinas probablemente fueron utilizados para construir nuevas construcciones en el siglo XIX. El sitio es actualmente propiedad de la Iglesia Católica Nuestra Señora de Refugio.

## Fronteras exteriores del Texas español

### Misión de Corpus Christi de la Isleta del Sur
- Fundada en 1682
- La tribu Tigua (Tiwa) se estableció en este sitio.
- Ubicada en El Paso.
- Las inundaciones destruyeron la misión en dos ocasiones: una vez alrededor de 1742 y de nuevo hacia 1829.
- La iglesia actual fue construida en 1851 sobre un terreno más alto.
- En 1881, los carmelitas tomaron el control y la renombraron Misión de Nuestra Señora del Monte Carmelo.
- En 1980, el nombre fue cambiado a la Misión de San Antonio de los Tiguas.
- Todavía está en uso como iglesia.

### Misión de San Antonio de Senecú
- Establecida en 1682 a 2 km de Ysleta.
- Fundada por indígenas piros de Nuevo México.
- Se trasladó a lo que actualmente es Ciudad Juárez, México.

### Misión Nuestra Señora de la Limpia Concepción de los Piros de Socorro del Sur
- Fundada en 1682.
- Los nativos piros se asentaron en este lugar.
- Situada cerca de Socorro.
- Primera misión permanente, hecha en 1691.
- Fue arrasada por las inundaciones en 1744, la segunda iglesia fue igualmente arrasada en 1829.
- La misión se terminó en 1843.
- Socorro se convirtió en parte de Texas en 1848.

### Misión San Juan Bautista
- Fundada en 1700-1702
- El lugar es ahora Guerrero, Coahuila, México.
- Los indios coahuiltecos (Ocan, Pacuache y Pacal) se asentaron en este sitio.
- Tercera misión de las misiones de San Juan Bautista

### Misión de Santa María de las Caldas
- Establecida en 1730
- Los habitantes de la tribu Suma se asentaron en este lugar.
- Localizada en Socorro
- Cerrada en 1749

### Misión de San Francisco Xavier de Horcasitas
- Establecida en 1745.
- Fundada por el Colegio de Santa Cruz de Querétaro.
- Los indios Yojuanes, Mayeyes, Ervipiames, Hasinais, Tops y Nabedaches se asentaron en este lugar.
- Situada a 8 km de Rockdale en el Condado de Milam.
- La primera de 3 misiones con el nombre de San Xavier.
- Un presidio (puesto militar español) se estableció aquí en 1751.
- Abandonada en 1755.

### Misión de San Ildefonso
- Establecida en 1746, cerca de la desembocadura del arroyo Brushy Creek.
- Fundada por el Colegio de Santa Cruz de Querétaro.
- Situada a 8 km de Rockdale en el Condado de Milam.
- Akokisa (Orocquisa), Bidai y Deadose se establecieron en este sitio.
- Fue la segunda misión del lugar de las 3 de San Xavier.
- Abandonada en 1755.

### Misión Nuestra Señora de la Candelaria
- Primera fundación de la misión Ntra. Sra. de la Candelaria, fundada en 1749, en la orilla sur del río San Gabriel.[36]
- Fundada por el Colegio de Santa Cruz de Querétaro.
- Situado a 8 km de Rockdale en el condado de Milam.
- Los indios cocos y sus aliados (tops y karankawas) se establecieron en este sitio.
- Abandonada en 1755, fue la última de las misiones de San Xavier (Gabriel).

### Misión de Nuestra Señora de la Candelaria del Cañón
- Tercera fundación de la misión de Nuestra Señora de la Candelaria en 1762
- Fundada por Felipe de Rábago y Terán, capitán del presidio de San Sabá.
- Situada en la orilla oeste del río Nueces.
- Su fundación no fue ratificada y fue abandonada en 1767.[37]

### Misión de San Lorenzo de la Santa Cruz
- Fundada en 1762 por los misioneros franciscanos entre los Apaches Lipanes.
- El primer gobernador de los Apaches Lipanes fue El Gran Cabezón.
- Situada en el actual condado de Real.
- Abandonada en 1769.